# پهووا
پهووا (به انگلیسی: Pehowa) یک منطقهٔ مسکونی در هند است که در بخش کروکشیتر واقع شده‌است. پهووا ۳۸٬۸۵۳ نفر جمعیت دارد و ۲۲۴ متر بالاتر از سطح دریا واقع شده‌است.